# Reinhold Schein
Reinhold Schein (* 1948 in Lindau) ist ein deutscher Übersetzer aus dem Hindi und dem Englischen, Literaturkritiker und Autor.

## Leben
Reinhold Schein studierte Germanistik und Geschichte an der Universität Köln, arbeitete an verschiedenen Einrichtungen der Erwachsenenbildung in Deutschland und als Lektor für deutsche Sprache, Literatur und Landeskunde an der University of Pune und der Banaras Hindu University in Indien.
Er übersetzt Gegenwartsliteratur aus Indien aus dem Englischen und dem Hindi ins Deutsche. Außer Romanen und Erzählungen hat er auch Sachbücher über Politik und Gesellschaft, Mythologie, Religion und Spiritualität übersetzt.
Im Literaturforum Indien e. V. setzt er sich dafür ein, zeitgenössische Literatur aus Indien und seinen Nachbarländern im deutschen Sprachraum bekannter zu machen.
Außerdem verfasst er eigene Beiträge über deutsch-indische Literaturbeziehungen und rezensiert in verschiedenen Zeitschriften und Foren Neuerscheinungen aus der Region Südasien.

## Übersetzungen
- Manuka Wijesinghe: Ein Mann des Mittleren Weges, Roman, Heidelberg 2019
- Dilip Kumar Roy/Indira Devi: Die Bettlerprinzessin. Das Leben der Mirabai – Schauspiel in fünf Akten, Hamburg 2016
- Sudeep Chakravarti: Highway 39. Reportagen aus Indiens aufständischem Nordosten, Heidelberg 2014 (übersetzt zusammen mit Anna Petersdorf)
- Malashree Lal/Namita Gokhale (Hrsg.): Auf der Suche nach Sita: Neue Blicke in die indische Mythologie, Heidelberg 2013
- Ruskin Bond: Geschichten aus dem Herzen Indiens, Klagenfurt-Wien 2013
- Geetanjali Shree, Mai, Heidelberg 2010
- Uday Prakash: Das Mädchen mit dem gelben Schirm, Heidelberg 2009 (übersetzt zusammen mit Ines Fornell und Heinz Werner Wessler)
- Ruskin Bond: Ein Schwarm Tauben, Heidelberg 2010
- Habib Tanvir: Agra Basar, Heidelberg 2007 (übersetzt zusammen mit Heinz Werner Wessler)
- Chitra Fernando: Die Vollkommenheit des Gebens, in ‚Die Horen’, Band 188 (1997), S. 173–185
- Shashwati Mazumdar: Goethes Methode in seiner Auseinandersetzung mit dem Orient, in 'Indien in der Gegenwart', Band V, Nr. 1–2, ICCR, New Delhi, 2000, S. 1–35
- Swami Jnanananda Giri: Die Transzendente Reise, Hamburg 2015
- Bithika Mukerji: Matri Lila. Shri Anandamayi Ma. Ihr Leben – Ihre Lehre, Lautersheim 1998
- David Godman, Leben nach den Worten Sri Ramana Maharshis. Die spirituelle Biographie des Sri Annamalai Swami, Interlaken 1996
- Mata Amritanandamayi: Gespräche mit Amma, Bd. 2, Interlaken 1995
- Mata Amritanandamayi: Gespräche mit Amma, Bd.3. Aus den Fesseln des Ich zur Freiheit des Selbst, Interlaken 1996
- Henri le Saux (Abhishiktananda): Wege der Glückseligkeit. Begegnungen indischer und christlicher Mystik, München 1995

## Eigene Veröffentlichungen (Auswahl)
- 15 Jahre Literaturforum Indien e.V. – Eine Zwischenbilanz, in "Südasien", Heft 3/2021, S. 19–22
- Wie queren wir Flüsse? Geschichten und Gedichte vom indischen Subkontinent, herausgegeben von Ines Fornell und Reinhold Schein, Heidelberg 2016
- 55 Schriftsteller geben ihre Awards zurück. Kontroverse um indische Literaturakademie, Interview mit dem Hindi-Schriftsteller Uday Prakash in SÜDASIEN, Heft 1/2016
- Imagination und Wirklichkeit: Indienbilder in der deutschen Literatur, in „Südasien“, Heft 1/2014 – 1/2015, Bonn 2014/15, auch in: https://www.academia.edu/24690802/Imagination_und_Wirklichkeit._Indienbilder_in_der_deutschsprachigen_Literatur
- Enchantment and Repulsion. Two Austrian Littérateurs in Banaras, in Banaras revisited: Scholarly Pilgrimages to the City of Light, ed. by István Keul, Wiesbaden 2014
- Ruskin Bond. Porträt eines anglo-indischen Autors, Beitrag zu der Fachtagung „Die Macht der indischen Literatur bei der Gestaltung der Gesellschaft in Indien“, Königswinter 8. – 10. Juli 2011: https://literaturforum-indien.de/tagungen/Bond_Portraet.pdf
- Stefan Zweigs Reise nach Indien und sein Ausflug in die indische Philosophie, erschienen in „Indien in der Gegenwart“, Band V, Nr. 1–2, ICCR, New Delhi, 2000, S. 35–61